# Paralaea ochrosoma
Paralaea ochrosoma là một loài bướm đêm trong họ Geometridae.